# Karabinek wz. 91/98/23

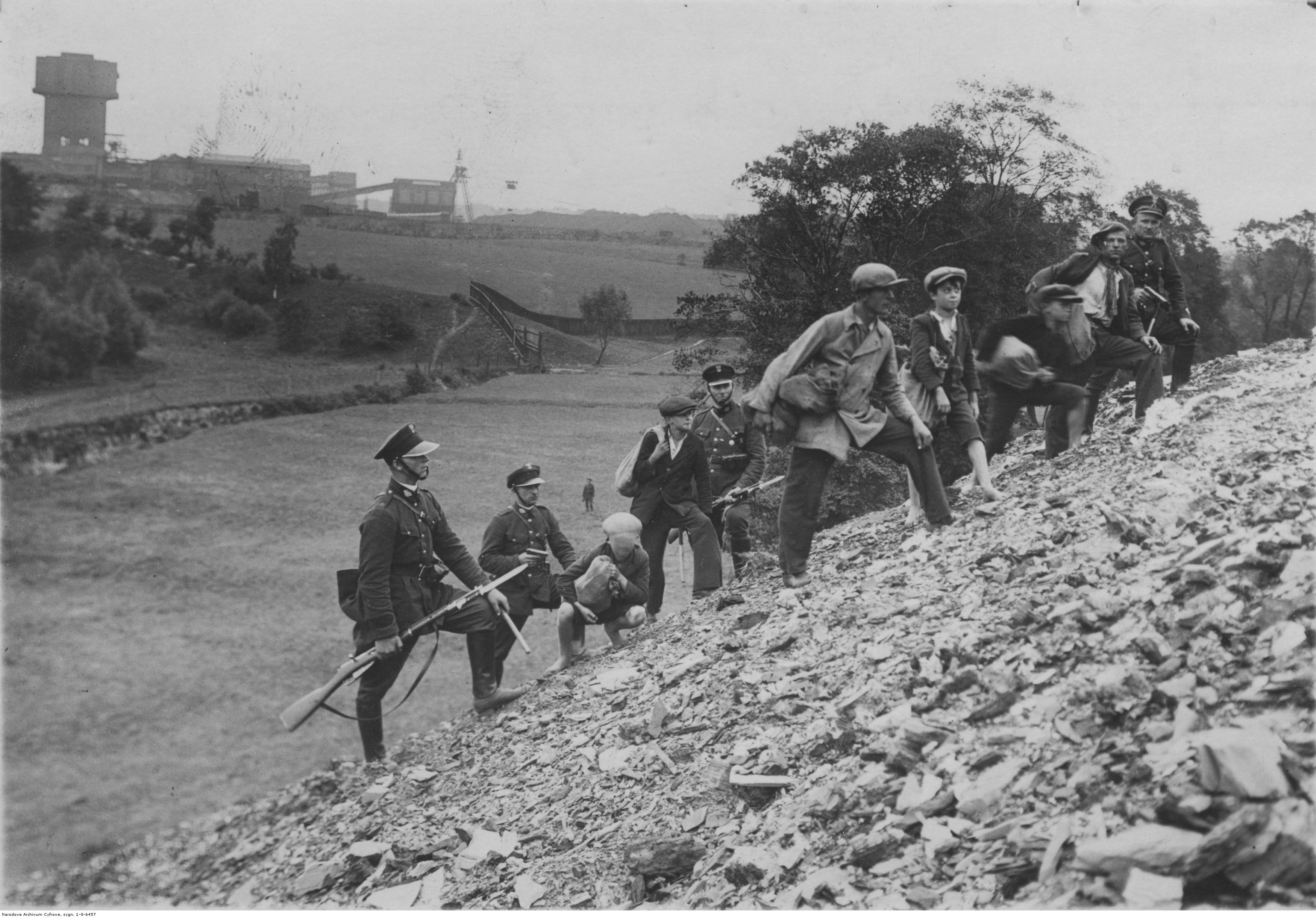
Straż Graniczna uzbrojona w kbk wz. 91/98/25 eskortuje grupę przemytników na Górnym Śląsku

Karabinek wz. 91/98/23 (kbk wz. 91/98/23) – polski karabinek powtarzalny powstały poprzez modyfikację rosyjskich karabinów Mosin wz. 91. Modyfikacja polegała głównie na ich skróceniu oraz przystosowaniu do zasilania amunicją 7,92 × 57 mm Mauser.

## Historia
Wojsko Polskie po zakończeniu I wojny światowej dysponowało wieloma modelami karabinów i karabinków. W roku 1921 Rada Ambasadorów zdecydowała o przyznaniu Polsce znajdującej się w Gdańsku poniemieckiej fabryki broni Königliche Gewehrfabrik. Ta decyzja spowodowała, że Rada Wojenna uznała, że przepisowym karabinem Wojska Polskiego będzie Mauser wz. 98. W konsekwencji tej decyzji przepisowym nabojem karabinowym polskiej armii został 7,92 × 57 mm Mauser.
Na początku lat 20. XX wieku rozpoczęto w Wojsku Polskim proces unifikacji posiadanej broni, jednakże przebiegał on stopniowo. W roku 1923 z powodu niedoboru karabinów Mauser wz. 98 podjęto decyzję o modyfikacji posiadanych karabinów Mosin wz. 91 których dużą liczbę zdobyto podczas wojny polsko-bolszewickiej.
Modyfikacja karabinów Mosina miała polegać głównie na ich skróceniu i dostosowaniu do amunicji 7,92 × 57 mm Mauser. Do zastosowanych zmian można zaliczyć między innymi:
- skrócenie lufy (o około 20 cm) oraz łoża i jego nakładki;
- zastąpienie przedniej skuwki łoża – bączkiem z nasadą bagnetu i koźlikiem (umożliwiało to zastosowanie wraz z karabinkiem polskich lub niemieckich bagnetów nożowych zamiast oryginalnych bagnetów tulejowych);
- przekalibrowanie lufy, którą nawiercano i ponownie gwintowano, a w przypadku jej znacznego zużycia, wymieniano ją na nową (produkcji Zbrojowni nr 2);
- przerobienie czółka zamka, wyciągu łusek i skrócenie tylnej części iglicy;
- modyfikację przyrządów celowniczych, dostosowując je do balistyki naboju 7,92 mm Mauser;
- zmiana rozdzielacza naboi oraz wyrzutnika,
- dostosowanie pudełka magazynka do nowych naboi;
- montaż otworów w łożu i kolbie służących do mocowania pasa nośnego.

Tak zmodyfikowana broń otrzymała nowe oznaczenie kbk wz. 91/98/23. W późniejszym okresie powstały także kolejne wersje karabinków:
- kbk wz. 91/98/25 – zrezygnowano z koźlika na rzecz wycioru, natomiast łoże i nakładkę jeszcze bardziej skrócono (długość lufy nie uległa zmianie)
- kbk wz. 91/98/26 – wyrzutnik był oddzielną częścią od rozdzielacza[4].

Przerabianie broni prowadzono w latach 1924–1927 w Centralnej Składnicy Broni nr 1 w Warszawie oraz Fabryce Broni i Maszyn ARMA we Lwowie. Łącznie modernizacji poddano około 77 000 karabinów.
Karabinki wz. 91/98/23, wz. 91/98/25 oraz wz. 91/98/26 znalazły się w uzbrojeniu kawalerii, artylerii konnej oraz żandarmerii. Pod koniec lat 20. XX wieku trafiły także do uzbrojenia Straży Granicznej i Policji Państwowej. Po wycofaniu karabinków z wojska przekazano je niektórym Batalionom Obrony Narodowej.